# Snappy Gifts
 (novembre 2019).
Snappy Gifts est une multinationale basée à New York. La société, créée en 2015, fournit aux entreprises un système permettant d'offrir aux travailleurs des cadeaux personnalisés,.

## Histoire
Snappy Gifts a été fondée en 2015 par Dvir Cohen et Hani Goldstein à San Francisco et a ensuite déménagé son siège à New York. Initialement, la société a collecté 1,6 million de dollars et a commencé à se concentrer sur les «cadeaux personnels», mais en 2017, son modèle commercial a été transformé en cadeau d'entreprise tout en offrant une version entreprise de sa plate-forme,,.
En 2019, la société a collecté 8,5 millions de dollars supplémentaires lors d'une levée de fonds dirigée par 83North et Hearst Ventures,.
La société, établie à San Francisco, a ensuite déménagé son siège à New York et ouvert une succursale supplémentaire à Tel-Aviv.
En 2017, Snappy a été inclus dans la troisième cohorte de startups de Retail Accelerator XRC Labs.
À la fin de 2018, Business News Daily et Fortune Magazine présentent un sondage auprès des entreprises présentant les 25 pires cadeaux d'entreprise,.
En septembre 2019, Snappy Gifts figurait sur la liste des "10 jeunes startups israéliennes les plus prometteuses à New York" du magazine Forbes.

## La plateforme Snappy
Le système Snappy Gifts, disponible aussi bien pour les consommateurs mobiles que pour les ordinateurs de bureau  fournit aux entreprises un logiciel de donation personnalisé basé sur les données des employés, telles que l'âge, le sexe et l'emplacement, et peut également être synchronisé pour permettre des recommandations de cadeaux basées sur l'heure des événements spécifiques tels que des anniversaires et des anniversaires de travail. Les cadeaux sont envoyés par SMS ou par e-mail. Le destinataire reçoit une "carte à gratter virtuelle" lui révélant le cadeau que son employeur a préalablement choisi pour lui. L'employé a ensuite la possibilité de l'accepter ou de l'échanger pendant que l'employeur reçoit plus tard un courrier électronique avec la demande d'achat. Les cadeaux Snappy proviennent de détaillants et de marques telles qu'Amazon, Birchbox, Cloud9Living et Best Buy. Le système est également conçu avec une fonction de remerciement qui permet aux responsables de voir l’impact immédiat sur leurs employés,,.